# 巴尔布尔河畔博韦
巴尔布尔河畔博韦（法語：Bovée-sur-Barboure，法語發音：[bɔve syʁ baʁbuʁ]）是法国默兹省的一个市镇，属于科梅尔西区。

## 地理
巴尔布尔河畔博韦（48°38'40"N, 5°30'42"E）面积13.37 平方千米，位于法国大東部大區默兹省，该省份为法国西北部内陆省份，北与比利时接壤，西接马恩省和阿登省，南至上马恩省和孚日省，东临默尔特-摩泽尔省。
与巴尔布尔河畔博韦接壤的市镇（或旧市镇、城区）包括：布鲁塞昂布卢瓦、莫瓦日、大梅利尼、小梅利尼、奈沃昂布卢瓦、雷夫鲁瓦、德芒日-博迪涅库尔。

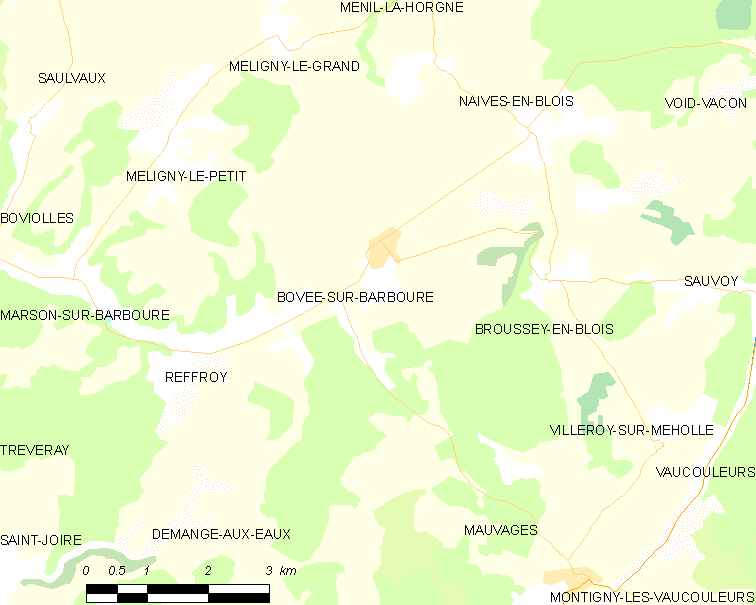
巴尔布尔河畔博韦的OSM定位图

巴尔布尔河畔博韦的时区为UTC+01:00、UTC+02:00（夏令时）。

## 行政
巴尔布尔河畔博韦的邮政编码为55190，INSEE市镇编码为55066。

## 政治
巴尔布尔河畔博韦所属的省级选区为沃库勒尔县。

## 人口

1962-2008年间巴尔布尔河畔博韦人口变化图示

巴尔布尔河畔博韦于2022年1月1日时的人口数量为130人。